# Fuerte de Fuentes
El fuerte de Fuentes fue una fortificación militar española de época del Milanesado del siglo XVII, situada en Cólico, en la provincia de Lecco, en Lombardía en Italia.

## Historia
La fortificación fue propiciada en el siglo XVII por Pedro Enríquez de Acevedo, conde de Fuentes, Gobernador del Estado de Milán, en nombre del rey Felipe III. Su propósito era el control de los pasos alpinos del Camino Español desde y hacia Milán, frente a la amenaza francesa, y fue financiado mediante la recaudación de impuestos en Como. Las obras a cargo de los ingenieros militares Gabrio Busca y Cristóbal Lechuga transcurrieron desde el 25 de octubre de 1603 al 11 de junio de 1604, terminándose totalmente en 1607. Su primera dotación fue de ocho compañías de infantería, 2.000 zapadores y veinte piezas de artillería, reforzadas posteriormente con otras ocho piezas. Se empleó por primera vez durante la campaña de defensa ante los ataques Grisones de 1620 en Valtelina.
Durante la Guerra de Sucesión Española logró defenderse del ataque alemán de Valsassina (1704) pero capituló en 1706 ante el príncipe Eugenio de Saboya.  En 1782 el emperador José II de Austria ordenó su desmantelamiento, que finalmente tuvo lugar en 1796 por las tropas Napoleónicas, con cargo de la ciudad de Como.

## Descripción
Desde 2012 es gestionado por el Museo de la Guerra Blanca de Adamello.
El fuerte era una construcción abaluartada con muros continuos de piedra local, de planta trapezoidal, en forma de estrella. La puerta de entrada, con un puente levadizo y dos puestos de guardia, se abría hacia el sur en forma de tenaza, otra pequeña puerta se abre en el lado norte. 
Dentro de la estructura del fuerte se encontraban  torreón del Paso, el fuerte Adda, el torreón Borgofrancone, el torreón Curcio y la torre Fontanedo. Una de las torres circulares fue demolida en 1916 para reducir la visibilidad del fuerte.
En 1988 fue adquirido por la Administración de la provincia de Como y se llevaron a cabo actuaciones de conservación.
Dentro del recinto se encontraba la iglesia de Santa Bárbara, patio de armas, cisterna, cuarteles de las tropas, la residencia del comandante, el hospital y otras dependencias como horno o molino. En la actualidad, todavía son visibles los restos de las murallas, el edificio de mando, el molino y la panadería, así como la iglesia dedicada a Santa Bárbara.